# Panamerikanische Spiele 2011/Reitsport
Die Reitsportwettbewerbe bei den Panamerikanischen Spiele 2011 in Guadalajara, Mexiko wurden vom 16. Oktober bis zum 29. Oktober durchgeführt. Die Dressur-Wettbewerbe fanden im Guadalajara Country Club und im Hipica Club statt. Im Hipica Club wurden auch die Springwettbewerbe ausgetragen. Die Vielseitigkeit wurde im Santa Sofia Golf Club veranstaltet. Bei jedem Wettbewerb konnten sich sowohl Reiter als auch Pferde für die Olympischen Sommerspiele 2012 in London, Großbritannien qualifizieren. Es waren 130 Teilnehmer zugelassen. Jedes NOC der Pan American Sports Organization konnte vier Teilnehmer für die Dressur und fünf Teilnehmer für die Vielseitigkeit nennen.

## Wettbewerbe
| Prüfung               | Gold | Silber | Bronze |
| --------------------- | --- | --- | --- |
| Dressur Einzel        | Steffen Peters mit Weltino's Magic | Heather Blitz mit Paragon | Marisa Festerling mit Big Tyme |
| Dressur Equipe        | Vereinigte Staaten Steffen Peters mit Weltino's Magic Heather Anderson Blitz mit Paragon César Parra mit Grandioso Marisa Festerling mit Big Tyme                                              | Kanada Thomas Dvorak mit Viva's Salieri W Crystal Kroetch on Lymrix Tina Irwin mit Winston Roberta Byng-Morris mit Reiki Tyme                                          | Kolumbien Marco Bernal mit Farewell Constanza Jaramillo mit Wakana Juan Mauricio mit First Fisherman Maria Ines Garcia mit Beckam                                                  |
| Springen Einzel       | Christine McCrea mit Romantovich Take One | Beezie Madden mit Coral Reef Via Volo | Bernardo Alves mit Bridgit |
| Springen Equipe       | Vereinigte Staaten Kent Farrington mit Uceko Beezie Madden mit Coral Reef Via Volo Christine McCrea mit Romantovich Take One McLain Ward mit Antares F                                         | Brasilien Álvaro de Miranda Neto mit AD Norson Bernardo Alves mit Bridgit Karina Johannpeter mit SRF dragonfly de Joter Rodrigo Pessoa mit HH Ashley                   | Mexiko Antonio Maurer mit Callao Alberto Michan mit Rosalía la Silla Enrique González mit Criptonite Daniel Michan mit Ragna T                                                     |
| Vielseitigkeit Einzel | Jessica Phoenix mit Pavarotti | Hannah Burnett mit Harbour Pilot | Bruce Davidson Jr. mit Absolute Liberty |
| Vielseitigkeit Equipe | Vereinigte Staaten Lynn Symansky mit Donner Hannah Burnett mit Harbour Pilot Jack Pollard mit Schoensgreen Hanni Bruce Davidson Jr. mit Absolute Liberty Shannon Lilley mit Ballingowan Pizazz | Kanada Selena O’Hanlon mit Foxwood High Rebecca Howard mit Roquefort Jessica Phoenix mit Pavarotti Hawley Bennett mit Five O'clock Somewhere James Atkinson mit Gustav | Brasilien Jesper Martendal mit Laid Jimmy Marcelo Tosi mit Eleda All Black Marcio Jorge mit Josephine MCJ Ruy Fonseca Filho mit Tom Bombadill Too Serguei Fofanoff mit Barabara TW |